# Solanum richardii
Solanum richardii är en potatisväxtart som beskrevs av Michel Félix Dunal. Solanum richardii ingår i släktet skattor som ingår i familjen potatisväxter. Inga underarter finns listade i Catalogue of Life.